# Lottia instabilis
Lottia instabilis är en snäckart som först beskrevs av Gould 1846.  Lottia instabilis ingår i släktet Lottia och familjen Lottiidae. Inga underarter finns listade i Catalogue of Life.